# Pseudacteon
Pseudacteon is een geslacht van insecten uit de familie van de Bochelvliegen (Phoridae), die tot de orde tweevleugeligen (Diptera) behoort.

## Soorten
- P. brevicauda Schmitz, 1925
- P. californiensis Disney, 1982
- P. claridgei Disney, 2000
- P. crawfordi Coquillett, 1907
- P. curriei (Malloch, 1912)
- P. charnayensis Disney & Withers, 2009
- P. fennicus Schmitz, 1927
- P. formicarum (Verrall, 1877)
- P. lundbecki Schmitz, 1924
- P. onyx Steyskal, 1944
- P. spatulatus (Malloch, 1912)
- P. tubiceroides Disney, 2000